# Centre de cyclisme Valley Preferred
Le centre de cyclisme Valley Preferred (Valley Preferred Cycling Center en anglais), également connu sous les noms de vélodrome de la vallée de Lehigh, Trexlertown et T-Town, est un vélodrome et un centre d'entraînement de cyclisme sur piste situé à Breinigsville, en Pennsylvanie, aux États-Unis. Il est le principal vélodrome de l'aire métropolitaine d'Allentown-Bethlehem-Easton.

## Généralités

### Description
Le vélodrome possède une piste en béton d'une longueur de 333 mètres.

## Histoire
Le vélodrome a été construit dans les années 1970 à l'initiative de Robert Rodale (en).